# Nhị thập tứ hiếu

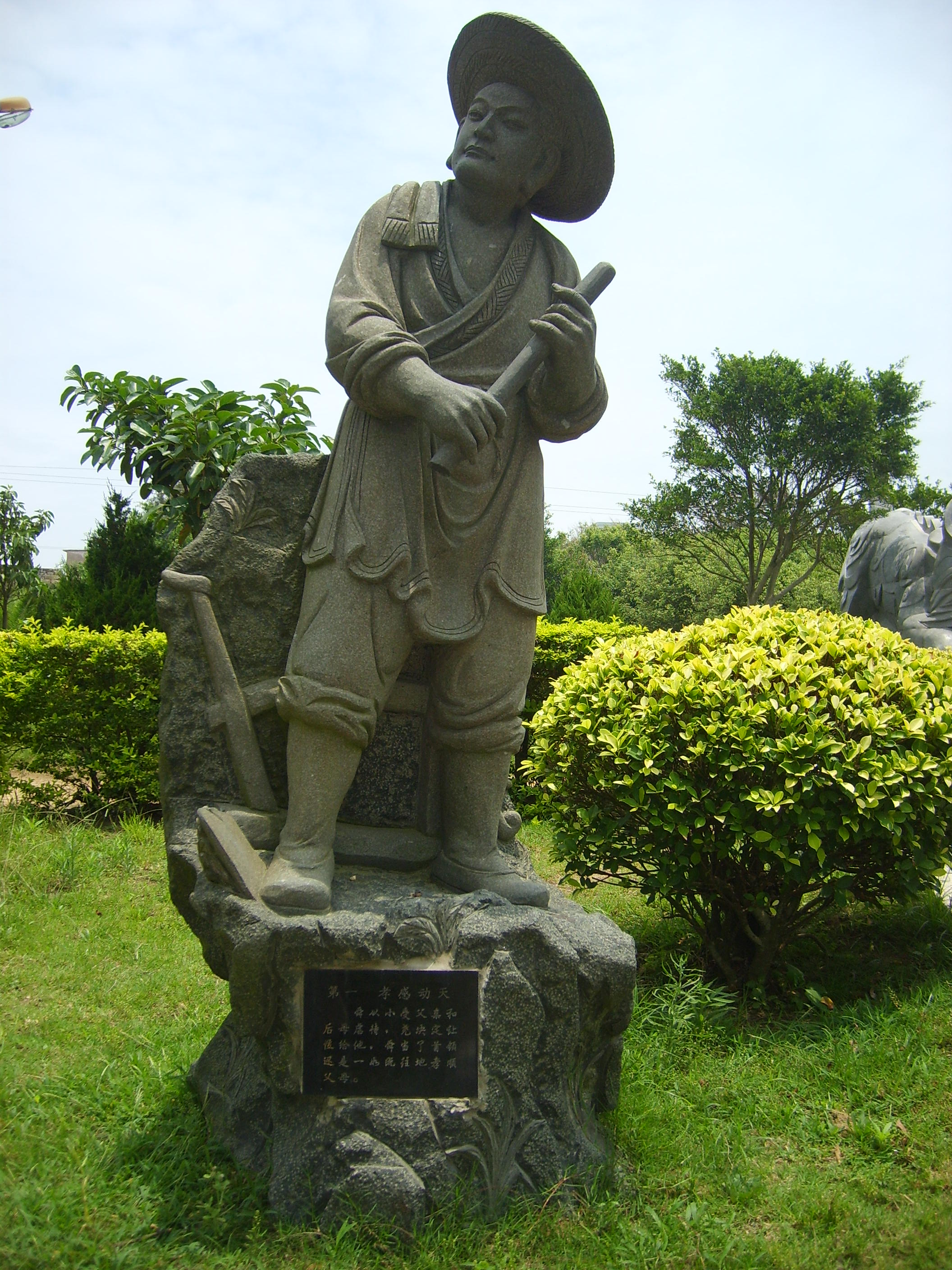
Tượng vua Thuấn minh họa hiếu cảm động trời

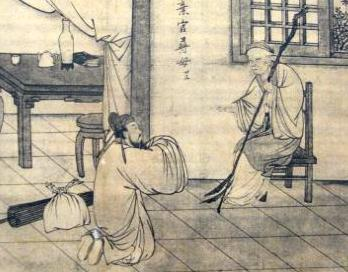
Một hình vẽ trong Nhị Thập Tứ Hiếu, ấn bản năm 1846

Nhị thập tứ hiếu (chữ Hán: 二十四孝) là một tác phẩm trong văn học Trung Hoa kể lại sự tích của 24 tấm gương hiếu thảo do Quách Cư Nghiệp (có sách ghi Quách Cư Kinh 郭居敬, bính âm: Guō Jūjìng) vào thời nhà Nguyên biên soạn. Ông nổi tiếng là một người con hiếu thảo, và sau khi cha mất ông đã xuất bản quyển này. Hầu hết các người con hiếu thảo là nam giới báo hiếu cho mẹ già. Các câu chuyện được kể lại xảy ra từ thời Thuấn Đế đến đời ông.

## 24 tấm gương
1. Ngu Thuấn (虞舜): hiếu cảm động trời
2. Lưu Hằng (刘恆, tức Hán Văn Đế): người con nếm thuốc
3. Tăng Sâm (曾参): mẹ cắn ngón tay, tim con đau xót
4. Mẫn Tổn (闵损): hiếu với mẹ kế
5. Trọng Do (仲由): vác gạo nuôi cha mẹ
6. Đổng Vĩnh (董永): bán thân chôn cha
7. Đàm Tử (郯子): cho cha mẹ bú sữa hươu
8. Giang Cách (江革): làm thuê nuôi mẹ
9. Lục Tích (陆绩): giấu quýt cho mẹ
10. Đường phu nhân: (唐夫人) cho mẹ chồng bú sữa
11. Ngô Mãnh (吳猛): cho muỗi hút máu
12. Vương Tường (王祥): nằm trên băng chờ cá chép
13. Quách Cự (郭巨): chôn con cho mẹ
14. Dương Hương (杨香): giết hổ cứu cha
15. Châu Thọ Xương (朱寿昌): bỏ chức quan tìm mẹ
16. Dữu Kiềm Lâu (庾黔娄): nếm phân lo âu
17. Lão Lai tử (老莱子): đùa giỡn làm vui cha mẹ
18. Thái Thuận (蔡顺): nhặt dâu cho mẹ
19. Hoàng Hương (黄香): quạt gối ấm chăn
20. Khương Thi (姜诗): suối chảy cá nhảy
21. Vương Bầu (王裒): nghe sấm, khóc mộ
22. Đinh Lan (丁兰): khắc gỗ thờ cha mẹ
23. Mạnh Tông (孟宗): khóc đến khi măng mọc
24. Hoàng Đình Kiên (黄庭坚): rửa sạch cái bô đi tiểu của mẹ